# Karmijnzuur
Karmijn, of eigenlijk karmijnzuur, is een  organische,  dierlijke, kleurstof die in aquarelverf en olieverf wordt gebruikt, in voedingsmiddelen en in cosmetica zoals lippenstift. De kleurstof heeft E-nummer E120.
In cosmetica heeft de stof nummer CI 75470. Karmijn heeft een naar paars zwemende rode kleur, ook bekend onder de naam cochenillerood.
Karmijn schijnt al bekend te zijn geweest bij de Inca's en de Azteken. De Spaanse conquistador Hernán Cortés (1485–1547) nam de stof waarschijnlijk mee naar Europa, maar Mattioli was in 1549 de eerste die ze beschreef.

## Winning

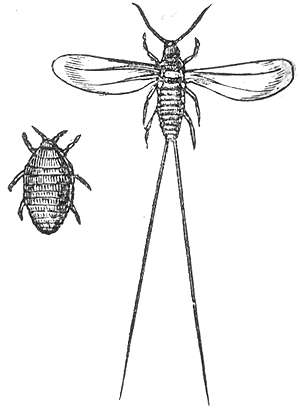
De schildluis, links het vrouwtje, rechts het mannetje

Karmijn wordt gewonnen uit de cochenilleluis (Dactylopius coccus). Deze luis leeft op schijfcactussen, bijvoorbeeld Opuntia cochenillifera. De luis scheidt een witachtige waslaag af. Alleen de vrouwtjesluizen worden gebruikt. De mannetjes hebben vleugels en leven kort, net lang genoeg om de vrouwtjes te bevruchten zodat deze eitjes kunnen leggen. Ook uit de eitjes wordt karmijn gewonnen, ook wel karmijnextract genoemd.
De cochenilleluis wordt in grote hoeveelheden van de cactus afgeschept. Per hectare kan 300-400 kilo luizen worden gewonnen. Een kilo bevat ± 140.000 luizen. Om karmijn te winnen uit deze luis zijn enorme hoeveelheden van de vrouwelijke luizen nodig. Er bestaan dan ook in Peru, Mexico, Guatemala en Honduras plantages van de cactussen waarop de karmijnluizen worden aangebracht. Ook op de Canarische Eilanden vindt deze teelt plaats. Andere varianten komen uit Polen (van de luis Porphyrophora polonia) en uit Armenië (Porphyrophora hameli). Rond 2004 kwam 80% van de wereldproductie echter uit Peru.
De luizen worden geplet en het vocht wordt omwille van de kleurechtheid gemengd met andere stoffen: koningswater, tin of aluin. De ontdekking dat toevoeging van koningswater en tin de stof spectaculair roder en kleurechter maakt, wordt toegeschreven aan de Nederlandse uitvinder Cornelis Drebbel in 1606–1607.

## Toepassingen
De aanvaardbare dagelijkse inname (ADI) van karmijn bedraagt 5 mg/kg lichaamsgewicht.
De kleurstof is vrij slecht lichtecht en heeft geen sterke kleurkracht. Daarom wordt tegenwoordig in de schilderkunst vaker het sterk op deze kleur lijkende kraplak gebruikt, dat uit steenkoolteer wordt gewonnen.

### Bijwerkingen
Er zijn een paar gevallen beschreven waarbij een effect op hyperactiviteit bij kinderen optrad. Daarnaast kan de stof contactallergie op de huid veroorzaken bij gebruik in cosmetica. Als kleurstof is karmijn bekend als oorzaak voor ernstige allergische reacties en anafylactische shock bij sommige mensen die er beroepsmatig mee werken.

### Dieetbeperkingen
E120 wordt uit insecten gewonnen. Consumptie ervan kan dus in strijd zijn met de principes van veganisten, vegetariërs en wellicht ook met aanhangers van sommige religies (o.a. joden, moslims en hindoes).